# Comté de Caldwell (Missouri)
Pour les articles homonymes, voir Comté de Caldwell.
Le comté de Caldwell, en anglais : Caldwell County, est un comté du Missouri aux États-Unis. Le siège du comté se situe à Kingston. Le comté date de 1836.  Au recensement de 2000, la population était constituée de 8.969 individus. Le comté fait partie de la zone métropolitaine de la ville de Kansas City.

## Histoire

### Origine du nom
Le nom proviendrait d'un ancien lieutenant gouverneur du Kentucky du nom de John Caldwell. Un comté du Kentucky porte également le même nom.  L'écrivain Robert L. Ramsay, qui rédigea des livres sur l'origine des noms du Missouri, dit que le nom proviendrait plutôt de "Matthew Caldwell" qui participa à la guerre de 1812. Il est aussi possible que l'origine se trouve dans le ranger William Caldwell qui était probritanniques durant la même guerre.

### Colons mormons
Le comté de Caldwell faisait à l'origine partie du comté de Ray. Les premiers colons arrivèrent en 1831 mais repartirent plus au sud en 1832 à cause de la guerre avec les amérindiens de la tribu Black Hawk. En 1832, plusieurs mormons chassés du comté de Jackson s'installèrent dans la région. La première ville fut Salem à 3 km au sud-est de la ville actuelle de Kingston. À l'automne 1836, un grand nombre de mormons s'installèrent dans la région. En décembre de la même année, l'assemblée générale du Missouri créa le comté dans le but d'en faire un comté dédié aux mormons. Le siège du comté de l'époque se situait à Far West. En 1838, le siège comptait environ 4 000 habitants.

### Guerre des Mormons
Des mormons s'installèrent ensuite plus au nord dans le comté de Daviess à la suite du fait que leur chef proclama que l'endroit se situait à l'emplacement biblique où Adam et Eve furent bannis lorsqu'ils furent chassés du paradis. Cet endroit serait par conséquent un lieu protégé pour les mormons pour le jour du Jugement dernier.
Cela entraîna des escarmouches entre les mormons et les non mormons de la région qui créent lança guerre des mormons. 18 mormons furent tués lors du massacre de Haun's Mill. Le gouverneur du Missouri de l'époque ordonna l'expulsion de tous les mormons de l'État du Missouri. Après avoir résisté dans la ville de Far West, les mormons menés par un certain Smith se rendirent en octobre 1838 et acceptèrent de quitter le comté.
Le siégé du comté fut alors déplacé dans la ville de Kingston.

## Personnes célèbres nées dans le comté
- James Cash Penney, fondateur de  J. C. Penney
- Charles J. Hughes, sénateur américain
- Frank B. Klepper, politicien au congrès
- Zack Wheat, joueur de baseball

## Géographie
Selon le bureau du recensement des États-Unis, le comté totalise une surface 1.113 km² dont 1 km² d’eau. 

### Comtés voisins
- Comté de Daviess (nord)
- Comté de Livingston (est)
- Comté de Carroll (sud-est)
- Comté de Ray (sud)
- Comté de Clinton (ouest)
- Comté de DeKalb (nord-ouest)

### Routes principales
- U.S. Route 36
- Missouri Route 13
- Missouri Route 116

## Villes et cités
- Braymer
- Breckenridge
- Cowgill
- Far West
- Hamilton
- Kidder
- Kingston
- Mirabile
- Polo